# 22-й Нью-Йоркский пехотный полк
22-й Нью-Йоркский пехотный полк (22nd New York Volunteer Infantry Regiment) — представлял собой один из пехотных полков армии Союза во время Гражданской войны в США. Полк был сформирован в Нью-Йорке в мае 1861 года и участвовал в сражениях августа-декабря 1862 года. 19 июня 1863 года был расформирован из-за истечения срока службы.

## Формирование
Полк был сформирован в городке Трой полковником Вальтером Фелпсом и 14 мая 1861 года принят на службу штата. 6 июня он был принят на службу в федеральную армию сроком на 2 года. Роты полка были набраны: А — в Уотерфорде и Кохосе, В и I в форте Эдвард, С — в Кесевилле, D — в Кембридже, E и F — в Гленс-Фолс. Рота G была сформирована 7 мая и распущена 1 июня, а потом снова сформирована в Уайтфолле. Рота Н была набрана в Сенди-Хилл, рота К — в Порт-Генри. Рядовые происходили в основном из округов Олбани, Клинтон, Эссекс, Саратога, Уоррен и Вашингтон.

## Боевой путь
28 июня полк погрузился на пароход и баржи и был отправлен в Нью-Йорк, затем в Элизабетпорт, откуда по железной дороге в Эстон, Харисберг и Балтимор. 30 июня, когда полк проходил Балтимор, рядовой Эдвард Берж из роты I был застрелен протестующей толпой. Полк дал залп в ответ, ранив нескольких гражданских. По прибытии в Вашингтон полк был размещён в фортах и включён в бригаду Эразмуса Киза.
28 сентября полк был отведён на зимовку в Аптон-Хилл, а позже бригада Киза была включена в состав дивизии Ирвина Мак-Дауэлла. В марте 1862 года были сформированы корпуса Потомакской армии и 22-й оказался в бригаде Огура, в дивизии Руфуса Кинга, в составе I корпуса Потомакской армии.
10 — 15 марта полк участвовал в наступлении Потомакской армии на Манассас, но уже 1 марта наступление прекратилось и полк вернулся в Аптон-Хилл. 9 — 19 апреля полк участвовал наступлении Макдауэлла на Фалмут, 20 апреля находился во Фредериксберге.
В июне 1862 года дивизия Кинга стала частью III корпуса Вирджинской армии. В начале августа полк находился около Фредериксберга и принял участие в Северовирджинской кампании. 21 — 23 августа он участвовал в перестрелках на реке Раппаханок, 28 августа — в сражении у Гейнсвилла, а 30 августа участвовал во втором сражении при Булл-Ран. В бой было введено 379 человек, из них 52 человека были убиты, 64 человека ранено, 64 человека пропало без вести. Среди погибших был и подполковник Гортон Томас.